# Ophiorrhiza alatiflora
Ophiorrhiza alatiflora är en måreväxtart som beskrevs av Hsien Shui Lo. Ophiorrhiza alatiflora ingår i släktet Ophiorrhiza och familjen måreväxter. Inga underarter finns listade i Catalogue of Life.